# تشارلز مينر
تشارلز مينر هو سياسي أمريكي، ولد في 1 فبراير 1780 في نورويتش في الولايات المتحدة، وتوفي في 26 أكتوبر 1865 في ويلكس بار في الولايات المتحدة. انتخب عضو مجلس نواب بنسيلفانيا ‏ وانتخب عضو مجلس النواب الأمريكي ‏.